# Јордан на Светском првенству у атлетици на отвореном 2013.
Јордан је учествовао на Светском првенству у атлетици на отвореном 2013. одржаном у Москви од 10. до 18. августа. Репрезентацију Јордана представљао је један такмичар који се такмичио у базању диска.
На овом првенству Јордан није освојила ниједну медаљу. Није било нових националних ни личних рекорда.

## Резултати

### Мушкарци
| Атлетичар               | Дисциплина   | Лични рекорд | Квалификације | Квалификације | Финале               | Финале  | Детаљи                                     |
| Атлетичар               | Дисциплина   | Лични рекорд | Резултат      | Место         | Резултат             | Место   | Детаљи                                     |
| ----------------------- | ------------ | ------------ | ------------- | ------------- | -------------------- | ------- | ------------------------------------------ |
| Musab Ibrahim Al-Momani | Бацање диска | 62,64 НР     | 59,38         | 11 гр Б       | Није се квалификовао | 21 / 30 | Архивирано на веб-сајту (22. октобар 2013) |